# Uchtdorf
Uchtdorf ist eine Ortschaft und ein Ortsteil der Stadt Tangerhütte im Süden des Landkreises Stendal in Sachsen-Anhalt.

## Geographie
Uchtdorf, ein erweitertes Rundplatzdorf mit Kirche, liegt 4½ Kilometer südwestlich von Tangerhütte unmittelbar östlich der Colbitz-Letzlinger Heide am Südrand der Altmark. 
Durch das Dorf fließt der Uchtdorfer Mühlengraben, ein Quellbach des Tangers, nach Osten in den Sandbeiendorfer Tanger, der nach Norden in den Mahlwinkler Tanger strömt, der später zusammen mit anderen Bächen nördlich von Tangerhütte den Vereinigten Tanger bildet.
Das flache Gebiet um Uchtdorf ist durch die fächerförmig in Richtung Norden fließenden Tanger-Quellbäche gekennzeichnet. An die Gemarkung grenzen im Osten Teile der Gemarkungen „Uchtdorf-Burgstall“ und „Uchtdorf-Cröchern“, die zum Landkreis Börde gehören, der auch an den Westen und Süden und Gemarkung Uchtdorf grenzt.
Zur Gemarkung Uchtdorf gehört ein Waldgebiet nordwestlich des Dorfes, das Teil des Naturschutzgebietes Mahlpfuhler Fenn im Landschaftsschutzgebiet „Uchte-Tangerquellen und Waldgebiete nördlich Uchtspringe“ ist. Dort liegen die etwa 66 Meter hohen Hüselberge und der Teufelskeller mit Dünenwällen aus der letzten Eiszeit.
Nachbarorte sind Burgstall im Westen, Mahlpfuhl im Nordosten, Mahlwinkel im Südosten und Sandbeiendorf im Südwesten.

## Geschichte

### Mittelalter bis Neuzeit
Das Dorf wurde im Jahre 1305 erstmals erwähnt, als eine Urkunde in dem dorpe Uchtdorp ausgestellt wurde. Weitere Nennungen sind 1359 vchtorp, 1375 Vchdorpp und Uchttorp, 1540 Uchdorf, 1687 Vchtorff und 1801 das Dorf Uchtdorf mit Wassermühle, Krug, Nebenzollamt, einer Schmiede und einem Rademacher.
Für das Jahr 1600 sind Pfarrer und Küster, für 1768 ein Lehrer in Uchtdorf bezeugt.
1610 wurde die Wassermühle (Tangermühle) erstmals erwähnt. Neben der Landwirtschaft spielte in der Vergangenheit auch das Handwerk eine Rolle in Uchtdorf, des Weiteren gab es einen Holzhandelsbetrieb. Einige Bewohner arbeiteten als Hüttenarbeiter in der Mitte des 19. Jahrhunderts errichteten Eisenhütte im benachbarten Vaethen (1928 in Tangerhütte umbenannt). Nach dem Bau der Chaussee nach Vaethen (1896) siedelten sich zu Beginn des 19. Jahrhunderts eine Dampfmolkerei und eine Ziegelei an.

### Archäologie
Die archäologischen Funde aus der Zeit der Jastorf-Kultur zeigen, dass die Region schon um 600 v. Chr. besiedelt war. Im Jahre 1953 wurde auf dem Steinberg, in einer Quarzsandgrube im Norden des Dorfes, bei einer Notbergung im Gelände eines Urnenfriedhofes der Jastorf-Kultur unter anderem eine konische Schale geborgen. 1955 wurden keramische Gefäße aus der späten Kaiserzeit geborgen.

### Eingemeindungen
Ursprünglich gehörte das Dorf Uchtdorf zum Tangermündeschen Kreis der Mark Brandenburg in der Altmark. Von 1807 bis 1813 lag es im Kanton Burgstall auf dem Territorium des napoleonischen Königreichs Westphalen. Nach weiteren Änderungen kam die Gemeinde 1816 zum Kreis Wolmirstedt.
Am 25. Juli 1952 kam die Gemeinde Uchtdorf zum Kreis Tangerhütte. Nach dessen Auflösung gehörte Uchtdorf ab 1. Januar 1988 zum Kreis Stendal und schließlich ab 1. Juli 1994 wieder zum Landkreis Stendal.
In einem Gebietsänderungsvertrag zwischen der Stadt Tangerhütte und allen Mitgliedsgemeinden der Verwaltungsgemeinschaft Tangerhütte-Land wurde deren Eingemeindung nach Tangerhütte geregelt. Dem Vertrag stimmte der Gemeinderat Uchtdorf am 19. Mai 2010 zu. Er wurde vom Landkreis als unterer Kommunalaufsichtsbehörde genehmigt und die Eingemeindung trat am 31. Mai 2010 in Kraft. So wurde Uchtdorf eine Ortschaft und ein Ortsteil der „Einheitsgemeinde Stadt Tangerhütte“.

### Einwohnerentwicklung

#### Gemeinde
| Jahr | Einwohner |
| ---- | --------- |
| 1734 | 204       |
| 1772 | 088       |
| 1790 | 248       |
| 1798 | 287       |
| 1801 | 290       |
| 1818 | 308       |
| 1840 | 377       |
| 1864 | 440       |
| 1871 | 425       |
| 1885 | 425       |
| 1895 | 429       |
| 1905 | 465       |
| 1925 | 408       |
| 1939 | 384       |

| Jahr | Einwohner |
| ---- | --------- |
| 1946 | 562       |
| 1964 | 425       |
| 1971 | 413       |
| 1981 | 376       |
| 1985 | [00]360   |
| 1990 | [00]342   |
| 1993 | 345       |
| 1995 | [00]339   |
| 2000 | [00]332   |
| 2002 | [00]299   |
| 2004 | [00]293   |
| 2006 | [00]285   |
| 2008 | [00]292   |
| 2009 | [00]291   |

Quelle, wenn nicht angegeben, bis 1993:

#### Ortsteil
| Jahr | Einwohner |
| ---- | --------- |
| 2013 | [00]269   |
| 2014 | [00]265   |
| 2018 | [00]256   |
| 2019 | [00]259   |
| 2020 | [00]254   |
| 2021 | [00]255   |
| 2022 | [0]250    |
| 2023 | [0]259    |

## Religion
- Die evangelische Kirchengemeinde Uchtdorf gehörte früher zur Pfarrei Burgstall[18] und heute zum Kirchengemeindeverband KGV Burgstall. Sie wird betreut vom Pfarrbereich Colbitz im Kirchenkreis Haldensleben-Wolmirstedt im Bischofssprengel Magdeburg der Evangelischen Kirche in Mitteldeutschland.[19] Die ältesten überlieferten Kirchenbücher für Uchtdorf stammen aus dem Jahre 1646.[20]
- Die katholischen Christen gehören zur Pfarrei St. Anna in Stendal im Dekanat Stendal im Bistum Magdeburg.[21]

## Politik

### Ortsbürgermeister
Michael Grupe (AfD) ist Ortsbürgermeister der Ortschaft Uchtdorf.
Letzter Bürgermeister der Gemeinde Uchtdorf war Dieter Bartoschewski, der anschließend bis Mai 2017 Ortsbürgermeister der Ortschaft war.

### Ortschaftsrat
Die Ortschaftsratswahl am 9. Juni 2024 lieferte folgende Sitzverteilung (in Klammern die Ergebnisse von 2019).
Je ein Sitz erreichten:
- AfD (0 Sitze)
- Einzelbewerber Knull
- Einzelbewerberin Gürtler (1 Sitz für Wählergemeinschaft Uchtdorf)
- Einzelbewerber Stumm
- Einzelbewerberin Spanier (1 Sitz für Wählergemeinschaft Uchtdorf)

Gewählt wurden 2 Frauen und 3 Männer. Von 210 Wahlberechtigten hatten 159 ihre Stimme abgegeben, die Wahlbeteiligung betrug damit 75,71 Prozent. Der Ortschaftsrat wählte Michael Grupe erneut zum Ortsbürgermeister, der zuvor im Jahre 2019 als Einzelbewerber angetreten war.

## Kultur und Sehenswürdigkeiten
- Die evangelische Dorfkirche Uchtdorf, ein romanischer Feldsteinsaal aus der ersten Hälfte des 13. Jahrhunderts, wurde 1720 um einen Fachwerkaufsatz auf den Turm erweitert. Bei der Restaurierung im Jahre 1950 sind Wandmalereien aus der Zeit um 1250 freigelegt worden. Zu erkennen ist ein thronender Jesus zwischen 4 Evangelisten und 12 Aposteln.[27] Die Kirche steht auf dem Ortsfriedhof.
- Auf dem Ortsfriedhof für vier unbekannte KZ-Häftlinge eines Todesmarsches aus dem KZ Dora-Mittelbau bestattet, die im April 1945 an der Chaussee nach Mahlwinkel ermordet, an verschiedenen Stellen verscharrt und erst 1947 hier beigesetzt wurden.
- In Uchtdorf steht ein Denkmal für die Gefallenen des Ersten und Zweiten Weltkrieges, eine aufgerichtete Granitstele mit einem großen Eisernen-Kreuz-Zeichen im oberen Bereich.[28]
- Sehenswert ist das Naturschutzgebiet „Mahlpfuhler Fenn“ mit seltenen Tier- und Pflanzenarten.

## Wirtschaft und Infrastruktur

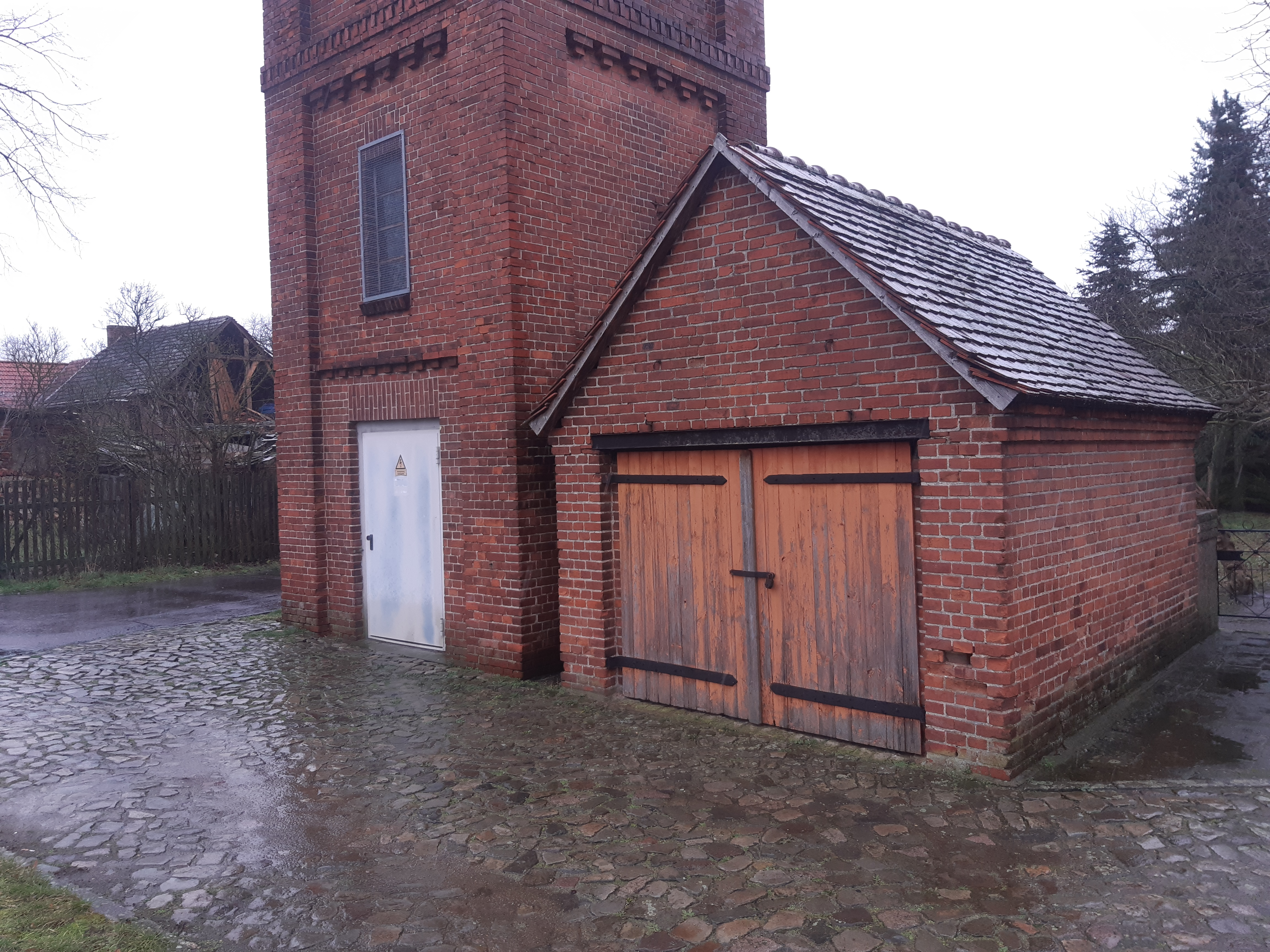
Feuerwehrhaus Uchtdorf

In Uchtdorf sind einige Gewerbetreibende ansässig (Fliesenleger, Elektro-Installationsbetrieb, Autohaus, Automechaniker, Trockenbau und eine Metallbau-Firma).
Im Rahmen der Dorferneuerung wurden in den letzten Jahren das Dorfgemeinschaftshaus mit Sport- und Freizeitcenter, zwei Garagen für die Freiwillige Feuerwehr und Arztzimmer ausgebaut, Gehwege und Straßen neu gebaut bzw. umgestaltet sowie die Straßenbeleuchtung erneuert.
Die Freiwillige Feuerwehr, Sportverein und Landfrauenverein prägen das Gemeindeleben, sie sind Träger der Dorf-, Kinder- und Sportfeste.

### Verkehr
Von Uchtdorf aus führen Landstraßen nach Tangerhütte, nach Dolle an der Bundesstraße 189, nach Mahlwinkel und nach Rogätz an der Elbe (Fähre).
Es verkehren Linienbusse und Rufbusse der Regionalverkehr Westsachsen (RVW) unter dem Markennamen stendalbus.
Die nächsten Bahnhöfe befinden sich in Tangerhütte und Mahlwinkel an der Bahnstrecke Magdeburg–Wittenberge.